# 다바타신고조역
다바타신고조역(일본어: 田端信号場駅) 또는 다바타 신호장역은 일본 도쿄도 기타구에 있는, 일본화물철도의 철도역이다. 신호장'역'이라는 이름과는 달리 신호장의 기능만을 수행하고 있으며, 이전에는 조차장 등급이었다.
도호쿠 본선의 일부로, 도호쿠 본선과 화물 지선인 기타오지 선, 미카와시마역으로 이어지는 조반선 화물 지선, 야마노테 화물선 등이 만난다. 영업거리 상으로는 동일본 여객철도의 다바타역과 같은 위치로 계산한다.

## 역 구조
지상 시설이다. 역 시설은 니시닛포리역 근처에서 가미나카사토 역 근처에까지 약 2km에 걸쳐 있다. 다바타 역 승강장 부근에는 일본화물철도 다바타 기관구나 동일본 여객철도 다바타 운전소 (차량기지)가 있으며, 기관차의 교체와 승무원 교대 업무를 시행하고 있다.